# Hirasea sinuosa
Hirasea sinuosa is een slak uit de familie van de Endodontidae. De wetenschappelijke naam van de soort is voor het eerst geldig gepubliceerd in 1902 door Pilsbry. De soort is endemisch in Japan.
1. ↑  (en) Hirasea sinuosa op de IUCN Red List of Threatened Species.